# Blaak (Rotterdam)
De Blaak is een grote straat in het centrum van Rotterdam. De straat is amper een halve kilometer lang, maar tientallen meters breed. De straat is ontstaan door demping van een zestiende-eeuwse haven Blaak in 1940. Na de oorlog werd de Blaak ontwikkeld tot een zakencentrum en grootstedelijke boulevard. Aan weerszijden staan hoge kantoorgebouwen van banken, verzekeringsmaatschappijen en de Kamer van Koophandel. Ook de Willem de Kooning (kunst) Academie is er gevestigd, en er staat een torenflat.
Aan het westelijke uiteinde van de Blaak ligt het Churchillplein. Hier komen de Coolsingel, de Westblaak en de Schiedamsedijk op uit. Hier heeft de Blaak in het midden vier verdiepte rijstroken voor het snelverkeer dat onder het plein doorgaat. Dieper onder het plein ligt het metrostation Beurs. Aan het oostelijke uiteinde, onder de kubuswoningen door, gaat de Blaak over in de Burgemeester van Walsumweg. Vlak vóór de kubuswoningen ligt het ondergrondse trein- en metrostation Rotterdam Blaak. Daartegenover ligt de oprit naar de André van der Louwbrug.

## Geschiedenis

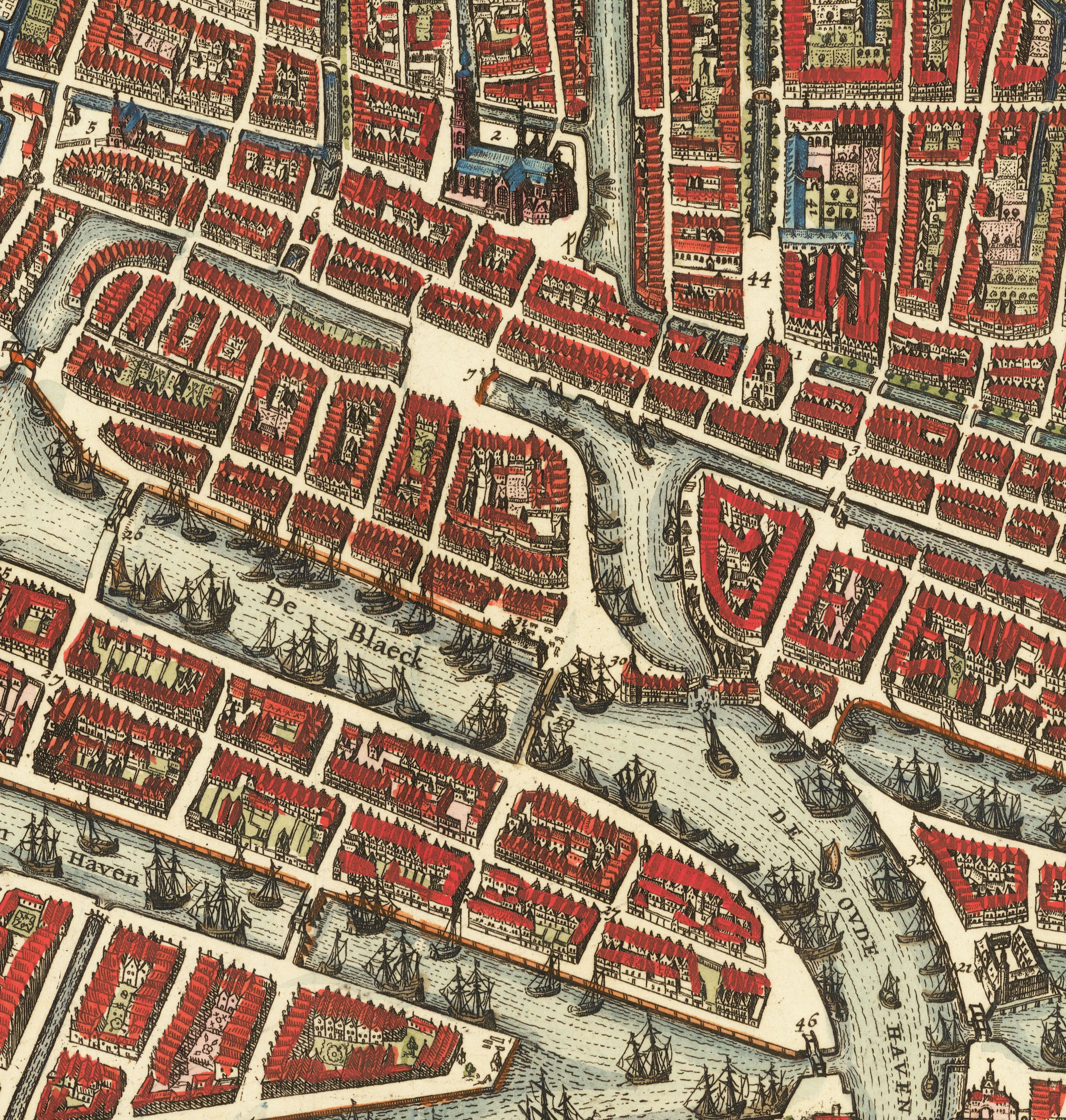
Blaak in Rotterdam, 1690

Anders dan men thans zou denken was de Blaak oorspronkelijk een water. Het Rotterdamse Gemeentearchief geeft enkele bijzonderheden. De Blaak was de oude vest voor de uitleg van de stad in het laatst van de 16de eeuw. In de stadsrekeningen van 1480/81 en 1481/82 wordt deze vest 'die Blake' genoemd. De naam Blaak is afkomstig van het oudnederlandse woord blaak dat "blinkend water" betekent (blaken: blinken, schitteren).
In de zestiende eeuw groeide Rotterdam flink. Dit was aanleiding voor stadsuitbreiding in de uiterwaarden langs de Maas: de Waterstad. De westgrens was de verlengde Coolvest. De Boompjes, een nieuwe kade langs de Maas, vormde de zuidgrens. Binnen dit gebied werden nieuwe havens aangelegd, waarvan de Blaak er één was. Sinds 1577 werden erven aan de Zuidblaak door de stad verkocht als bouwgrond, sinds 1581 ook aan de Noordblaak. Tot 1613 werd de vest voor scheepstimmerwerven gebruikt.
Lange tijd lag de Blaak in het hart van de stad. De koopmansbeurs verhuisde daarom in 1635 naar de Vischmarkt, welke later werd omgedoopt tot Beursplein. Het nieuwe gebouw werd al spoedig te klein. Een groter gebouw kwam gereed in 1736; dit deed dienst tot het bombardement van 1940.
In 1877 werden het spoorwegstation Beurs en het Luchtspoor geopend. In 1941 verhuisde de beurs naar het nieuwe (vierde) beursgebouw aan de Coolsingel. Station Beurs werd daarna omgedoopt tot Blaak.

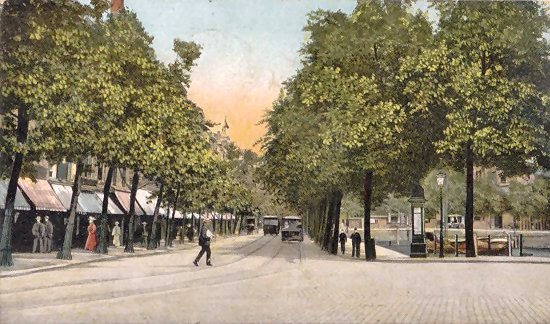
Noordblaak in 1904

### Na 1940
Tijdens de Tweede Wereldoorlog werd de Blaak gedempt met puin van het door het Duitse bombardement op Rotterdam in 1940 vernietigde centrum. Kort na de bevrijding in 1945 verschenen de eerste grote kantoorgebouwen. In 1964 fuseerden de Nederlandsche Handel-Maatschappij en de Twentsche Bank. Tussen beide kantoren werd toen een voetbrug over de straat gebouwd. Woningbouw was tot eind jaren 1970 taboe op de Blaak. Daarna verrezen er woonblokken en een torenflat.
De Blaak is geëvolueerd naar een verkeersweg met trottoirs, fietspaden, een vrije baan voor de tram, zes rijstroken en een middenberm met twee rijen bomen. Ondergronds ligt de metro. Tijdens de aanleg hiervan in de jaren 70 leerden stadsarcheologen veel over de vroegste geschiedenis van het gebied. Tijdens de graafwerkzaamheden voor de Willemsspoortunnel, die sinds 1993 het Luchtspoor vervangt, kwam bovendien vlak naast metrostation Blaak een compleet stuk stadsmuur tevoorschijn, net gemist tijdens de metrobouw. Delen hiervan zijn verwerkt in het ondergrondse NS-station Blaak, dat sindsdien ook een geheel vormt met het gelijknamige metrostation.

## Openbaar vervoer
- Aan het oostelijke uiteinde van de Blaak bevindt zich het spoor- en metrostation Blaak.
- Aan het westelijke uiteinde bevindt zich het metrostation Beurs.
- Bij beide stations bevinden zich ook haltes voor tram en bus.
- Op de Blaak zelf is een tram- en bushalte ter hoogte van de Keizerstraat.

## Trivia

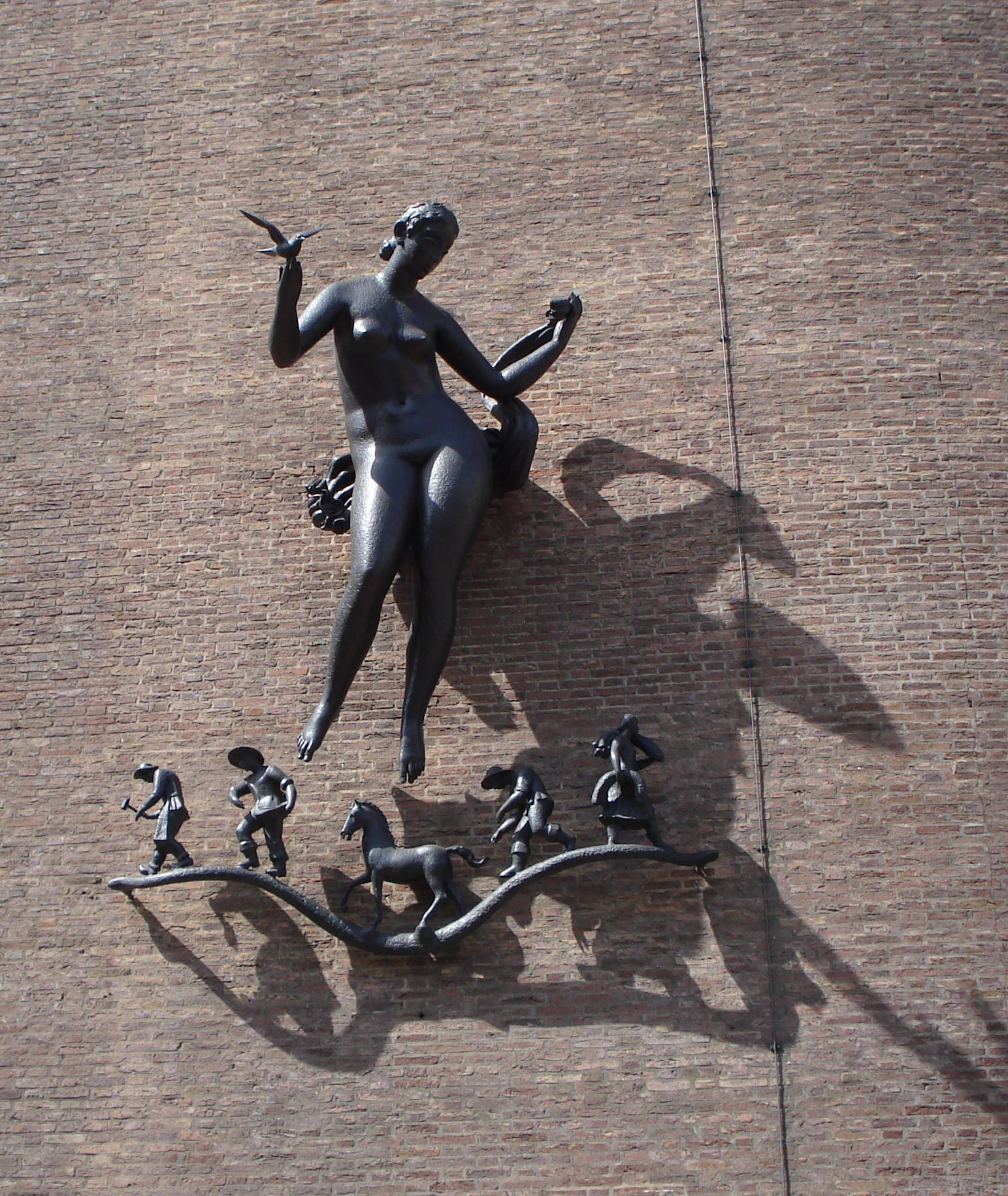
Het Nakie van Blakie

- In 1953 werd aan de gevel van de toenmalige Amsterdamsche Bank / Incassobank een bronzen beeld onthuld van een bevallige dame, vervaardigd door Piet Starreveld[3] Dit beeld, officieel De welvaart geheten, kreeg de bijnamen 'Nakie van Blakie' of ook wel 'Jet', als verkorte vorm van Bank-bil-jet. Het beeld siert sinds 1979 de gevel van de ABN-AMRO Bank aan de Coolsingel, waarmee de tweede bijnaam nog steeds van toepassing is.
- De Blaak is een van de drie Rotterdamse straten uit het Nederlandse Monopolyspel.

Admiraal de Ruyterweg ·
Admiraliteitskade ·
Aert van Nesstraat ·
Baan ·
Batavierenstraat ·
Beukelsdijk ·
Beursplein ·
Beurstraverse ·
Binnenweg ·
Binnenwegplein ·
Binnenrotte ·
Blaak ·
Boezemweg ·
Boompjes ·
Bosland ·
Botersloot ·
Burgemeester van Walsumweg ·
Churchillplein ·
Coolsingel ·
Coolvest ·
Eendrachtsplein ·
Eendrachtsweg ·
Geldersekade ·
Goudsesingel ·
's-Gravendijkwal ·
Haagseveer ·
Henegouwerlaan ·
Hofdijk ·
Hofplein ·
Hoogstraat ·
Jonker Fransstraat ·
Karel Doormanstraat ·
Kipstraat ·
Kolk ·
Koningin Emmaplein ·
Korte Hoogstraat ·
Kruiskade ·
Kruisplein ·
Leuvehoofd ·
Lijnbaan ·
Lombardkade ·
Maasboulevard ·
Mariniersweg ·
Mathenesserlaan ·
Mauritsweg ·
Meent ·
Museumpark ·
Oostmolenwerf ·
Oostplein ·
Oude Binnenweg ·
Parkkade ·
Parklaan ·
Pim Fortuynplaats ·
Plein 1940 ·
Pompenburg ·
Rochussenstraat ·
Saftlevenstraat ·
Schiedamsedijk ·
Schiedamse Vest ·
Schouwburgplein ·
Spaansekade ·
Stadhuisplein ·
Stationsplein ·
Stroveer ·
Van Oldenbarneveltstraat ·
Vasteland ·
Veerkade ·
Weena ·
Westblaak ·
Westerkade ·
West-Kruiskade ·
Westersingel ·
Westplein ·
Willemskade ·
Willemsplein ·
Witte de Withstraat